# Marja-Liisa Plats
Marja-Liisa Plats (nascida em 16 de dezembro de 1984) é uma ilustradora, designer gráfica, fotógrafa e cantora estoniana.
Ela formou-se em fotografia pelo Colégio de Arte de Tartu.
Ilustrou mais de 40 livros infantis e foi listada por duas vezes no catálogo White Ravens.
É membro da Associação de Jovens Artistas em Tartu e da União de Artistas de Tartu.